# Provincia di Ninh Thuan
Ninh Thuan (vietnamita: Ninh Thuận), precedentemente denominata provincia di Phan Rang, è una provincia del Vietnam, della regione di Đông Nam Bộ. Questa provincia ha una superficie di 3.358 km² e una popolazione di 583.400 abitanti.
La capitale provinciale è Phan Rang–Tháp Chàm.

## Distretti
Di questa provincia fanno parte i distretti:
- Bác Ái
- Ninh Hải
- Ninh Phước
- Ninh Sơn
- Thuận Bắc